# Котов, Михаил Семёнович
Михаи́л Семёнович Ко́тов (18 ноября 1924, село Верхососна, Воронежская губерния — апрель 1944) — младший сержант Рабоче-крестьянской Красной Армии, участник Великой Отечественной войны, Герой Советского Союза (1943).

## Биография
Михаил Котов родился 18 ноября 1924 года в селе Верхососна (ныне — Красногвардейский район Белгородской области). После окончания пяти классов школы работал в колхозе. В феврале 1943 года Котов был призван на службу в Рабоче-крестьянскую Красную Армию. С того же времени — на фронтах Великой Отечественной войны. К сентябрю 1943 года младший сержант Михаил Котов командовал пулемётным расчётом 985-го стрелкового полка 226-й стрелковой дивизии 60-й армии Центрального фронта. Отличился во время битвы за Днепр.
27 сентября 1943 года Котов переправился через Днепр в районе села Толокунская Рудня Вышгородского района Киевской области Украинской ССР и принял активное участие в боях за захват и удержание плацдарма на его западном берегу, уничтожив несколько десятков солдат и офицеров противника.
Указом Президиума Верховного Совета СССР от 17 октября 1943 года младший сержант Михаил Котов был удостоен высокого звания Героя Советского Союза с вручением ордена Ленина и медали «Золотая Звезда».
Михаил Котов погиб в бою в апреле 1944 года.